# TMEM128
TMEM128 (англ. Transmembrane protein 128) – білок, який кодується однойменним геном, розташованим у людей на 4-й хромосомі. Довжина поліпептидного ланцюга білка становить 165 амінокислот, а молекулярна маса — 18 822.
| 10         |  | 20         |  | 30         |  | 40         |  | 50         |
| ---------- |  | ---------- |  | ---------- |  | ---------- |  | ---------- |
| MDSSRARQQL |  | RRRFLILPDA |  | EAQLDREGDA |  | GPETSTAVEK |  | KEKPLPRLNI |
| HSGFWILASI |  | VVTYYVDFFK |  | TLKENFHTSS |  | WFLCGSALLL |  | VSLSIAFYCI |
| VYLEWYCGIG |  | EYDVKYPALI |  | PITTASFIAA |  | GICFNIALWH |  | VWSFFTPLLL |
| FTQFMGVVMF |  | ITLLG      |  |            |  |            |  |            |

A: Аланін

C: Цистеїн

D: Аспарагінова кислота

E: Глутамінова кислота

F: Фенілаланін

G: Гліцин

H: Гістидин

I: Ізолейцин

K: Лізин

L: Лейцин

M: Метіонін

N: Аспарагін

P: Пролін

Q: Глутамін

R: Аргінін

S: Серин

T: Треонін

V: Валін

W: Триптофан

Задіяний у такому біологічному процесі, як альтернативний сплайсинг. 
Локалізований у мембрані.